# Толчето Инфериоре (Ђенова)
Толчето Инфериоре је насеље у Италији у округу Ђенова, региону Лигурија.
Према процени из 2011. у насељу је живело 33 становника. Насеље се налази на надморској висини од 266 м.